# 1998 SW43
1998 SW43 är en asteroid i huvudbältet som upptäcktes den 26 september 1998 av Beijing Schmidt CCD Asteroid Program vid Xinglong-observatoriet.
Asteroiden har en diameter på ungefär 14 kilometer och den tillhör asteroidgruppen Hilda.